# A Most Wanted Man
A Most Wanted Man és un thriller britànic d'espionatge, de l'any 2014, basat en la novel·la del mateix nom de John le Carré, dirigida per Anton Corbijn i escrita per Andrew Bovell. És protagonitzada per Philip Seymour Hoffman, Rachel McAdams, Willem Dafoe, Robin Wright, Grigoriy Dobrygin, Daniel Brühl i Nina Hoss.
El film fou premiat al Festival de Cinema de Sundance de 2014. I va participar en la secció general del 36è Festival Internacional de Cinema de Moscou, així com en el 40è Festival de cinema Americà de Deauville.

## Argument
Un immigrant, txetxè-rus, arriba a la Comunitat Islàmica d'Hamburg i hi reclama l'herència del seu pare. A partir d'aquest moment desperta l'interès de les agències de seguretat alemanya i estatunidenca, que estan decidides a esbrinar quina és la veritable identitat d'aquest home: una víctima oprimida o un violent extremista.

## Repartiment
- Philip Seymour Hoffman com a Günther Bachmann
- Rachel McAdams com a Annabel Richter
- Willem Dafoe com a Tommy Brue
- Robin Wright com a Martha Sullivan
- Grigoriy Dobrygin com a Issa Karpov
- Derya Alabora com a Leyla
- Daniel Brühl com a Max
- Nina Hoss com a Irna Frey
- Herbert Grönemeyer com a Michael Axelrod
- Martin Wuttke com a Erhardt
- Kostja Ullmann com a Rasheed
- Homayoun Ershadi com a Faisal Abdullah
- Mehdi Dehbi com a Jamal Abdullah
- Vicky Krieps com a Niki
- Rainer Bock com a Dieter Mohr
- Charlotte Schwab